# Beka Mamukaszwili
Beka Mamukaszwili (gruz. ბექა მამუკაშვილი; ur. 8 września 1997) – gruziński zapaśnik walczący w stylu klasycznym. 
Zajął jedenaste miejsce na mistrzostwach Europy w 2019. Trzeci na ME U-23 w 2019 i w zawodach juniorów w 2017 roku.